# Магдалена фон Нойенар-Алпен
Магдалена фон Нойенар-Алпен (на немски: Magdalena von Neuenahr-Alpen, * ок. 1550, † 13 януари 1626) е наследничка на фамилията Нойенар-Алпен, чрез наследство графиня на Лимбург (1602 – 1610) и чрез женитба графиня на Текленбург.

## Биография
Тя е дъщеря на граф Гумпрехт II фон Нойенар-Лимбург (1503 – 1555) и третата му съпруга Амьона фон Даун (1520 – 1582), дъщеря на граф Вирих V фон Даун-Фалкенщайн.
Магдалена се омъжва на 26 юли 1573 г. във Везел за граф Арнолд IV фон Бентхайм (1554 – 1606). Те имат щастлив брак, живеят в Бентхайм-Щайнфурт и в Текленбург и имат седем сина и четири дъщери.
Тя наследява през октомври 1589 г. брат си Адолф (1554 – 1589). През 1590 г. дава права на по-голямата си полусестра Амалия (1539– 1602) да ползва Алпен и другите собствености. След смъртта на Амалия през 1602 г. Магдалена става наследничка на Графство Лимбург с дворец Хоенлимбург при Хаген. Херцогът на Юлих-Клеве-Берг предивява претенции за графството. През 1584 г. Ернст Баварски, архиепископ на Кьолн, окупира Графство Лимбург до 1610 г.
След оттеглянето на окупаторите през 1610 г., по настояване на Нидерландия, Магдалена поставя синът си Конрад Гумпрехт като комисар в графството, което му отстъпва напълно през 1616 г.
Арнолд умира през 1605 г. Неговите територии са поделени между синовете му. Магдалена поема до 1609 г. регентсвото над по-малките си синове.

## Деца
Магдалена и Арнолд имат децата:
- Ото (1574 – 1574)
- Ебервин Вирих (1576 – 1596 в Падуа)
- Адолф (1577 – 1623), ∞ 1606 за Маргарета фон Насау-Висбаден
- Анна (1579 – 1624), ∞ 1595 за княз Христиан I от Анхалт-Бернбург
- Арнолд Йост (1580 – 1643), ∞ 1608 за Анна Амалия фон Изенбург-Бюдинген
- Амалия Амоена (1581 – 1584)
- Вилхелм Хайнрих (1584 – 1632), ∞ 1617 за Анна Елизабет фон Анхалт-Десау
- Конрад Гумпрехт (1585 – 1618), ∞ 1616 за Йоханета Елизабет фон Насау-Диленбург, дъщеря на граф Йохан VI фон Насау-Диленбург
- Амоена Амалия Анна (1586 – 1625), ∞ 1606 за Лудвиг I от Анхалт-Кьотен
- Фридрих Лудолф (1587 – 1629)
- Магдалена (1591 – 1649), ∞ 24 май 1631 в Щайнфурт за Георг Ернст фон Лимбург-Щирум (1593 – 1661), син на Йобст фон Лимбург-Щирум